# 春日野車站
春日野站（日语：／ Haruhino eki */?）是一個位於神奈川縣川崎市麻生區春日野五丁目，屬於小田急電鐵多摩線的鐵路車站。車站編號是OT 04。開業時導入通用化設計與風力、太陽能混合式發電設備。兩月台之間的天橋上有大型屋頂覆蓋為本站外觀特色，並入選2005年鐵道建築協會獎。

## 歷史
多摩線建設時已有本站周邊的開發計畫，但小田急、京王未能與地主達成共識，造成開發計畫難以進行，導致1977年（昭和52年）兩公司宣布終止開發。現在春日野站的位置在多摩線計畫時便是設站地點之一。1991年（平成3年）3月，車站周邊地區開發計畫核准，翌年動工。歷經多次計畫變更後，小田急於2000年（平成12年）12月宣布設站計畫。在舉行地方說明會後，2003年（平成15年）2月申請設站許可，2003年11月動工。本站位於黑川特定土地區劃整理事業地中央（之後的「春日野」），由小田急設計顧問篠田義男建築研究所設計，小田急建設施工，總工程費用約25億日圓，面積5,300平方公尺。2004年（平成16年）12月11日開業，是小田急第70座車站。依據都市再生機構、川崎市等的備忘錄，一開始未規劃站前廣場，開業當時也未決定都市計畫。在都市計畫決定後，2008年（平成20年）11月完成南口站前廣場。廣場規劃時，由於周邊巴士業者未有停靠春日野站的計畫，因此設計上未考慮大型巴士的容納空間。2011年（平成23年）3月31日，稻城市循環巴士（I Bus）的Micro Bus（マイクロバス）開始停靠南口站前廣場。

過去春日野站圖片
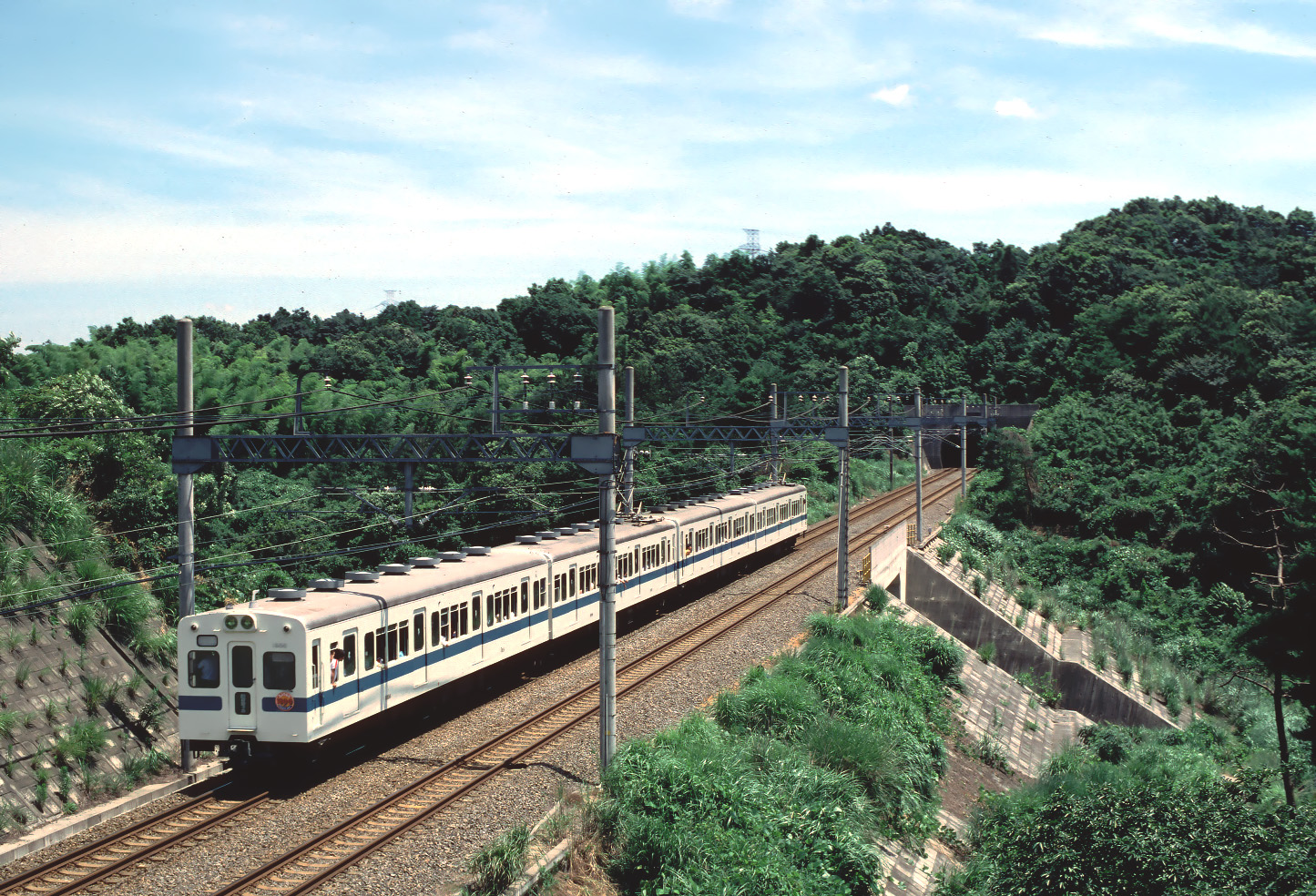
行駛於之後春日野站地點的1800形（日语：小田急1800形電車）列車（1981年7月）
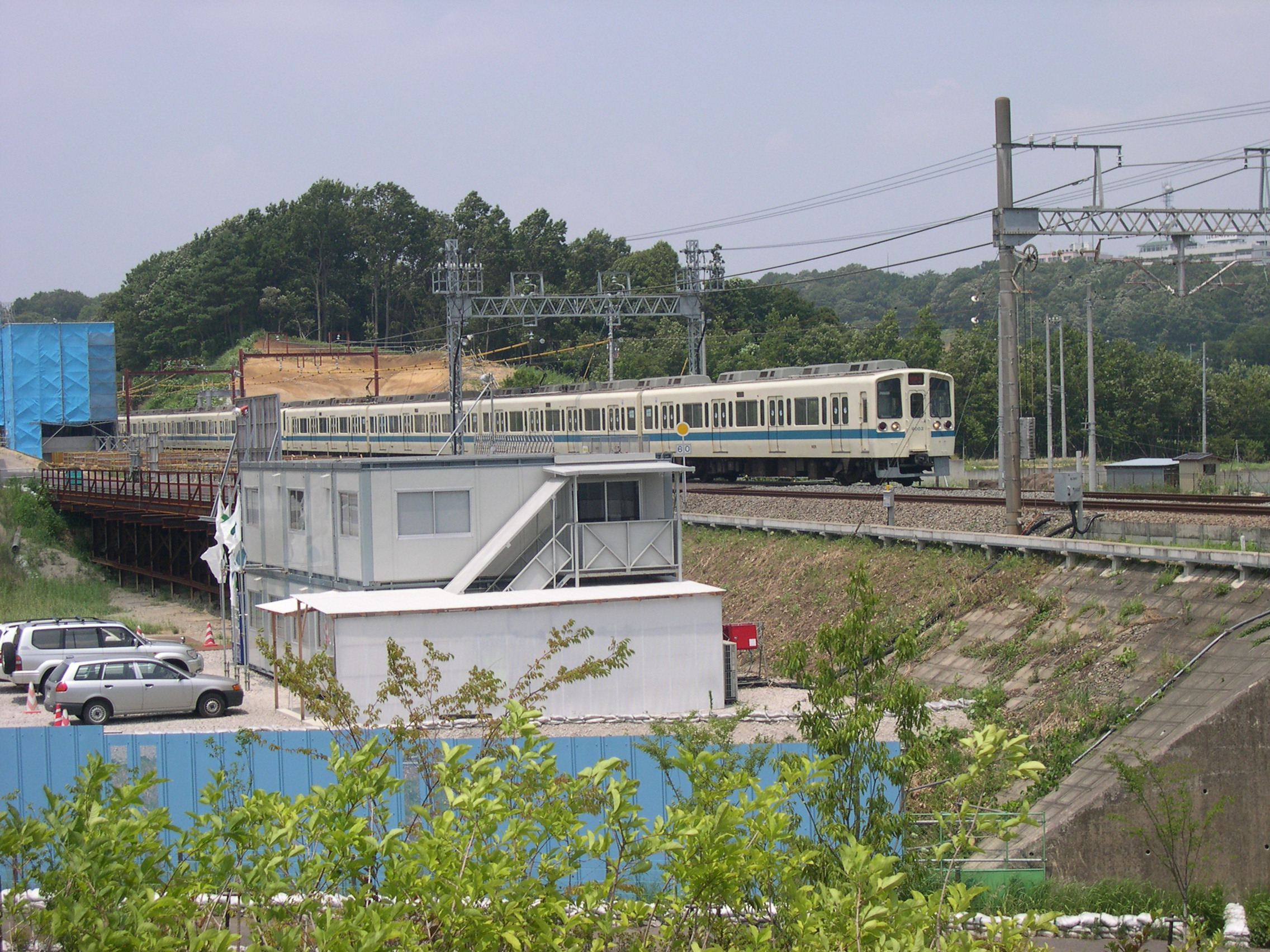
建設中的春日野站（2004年7月）
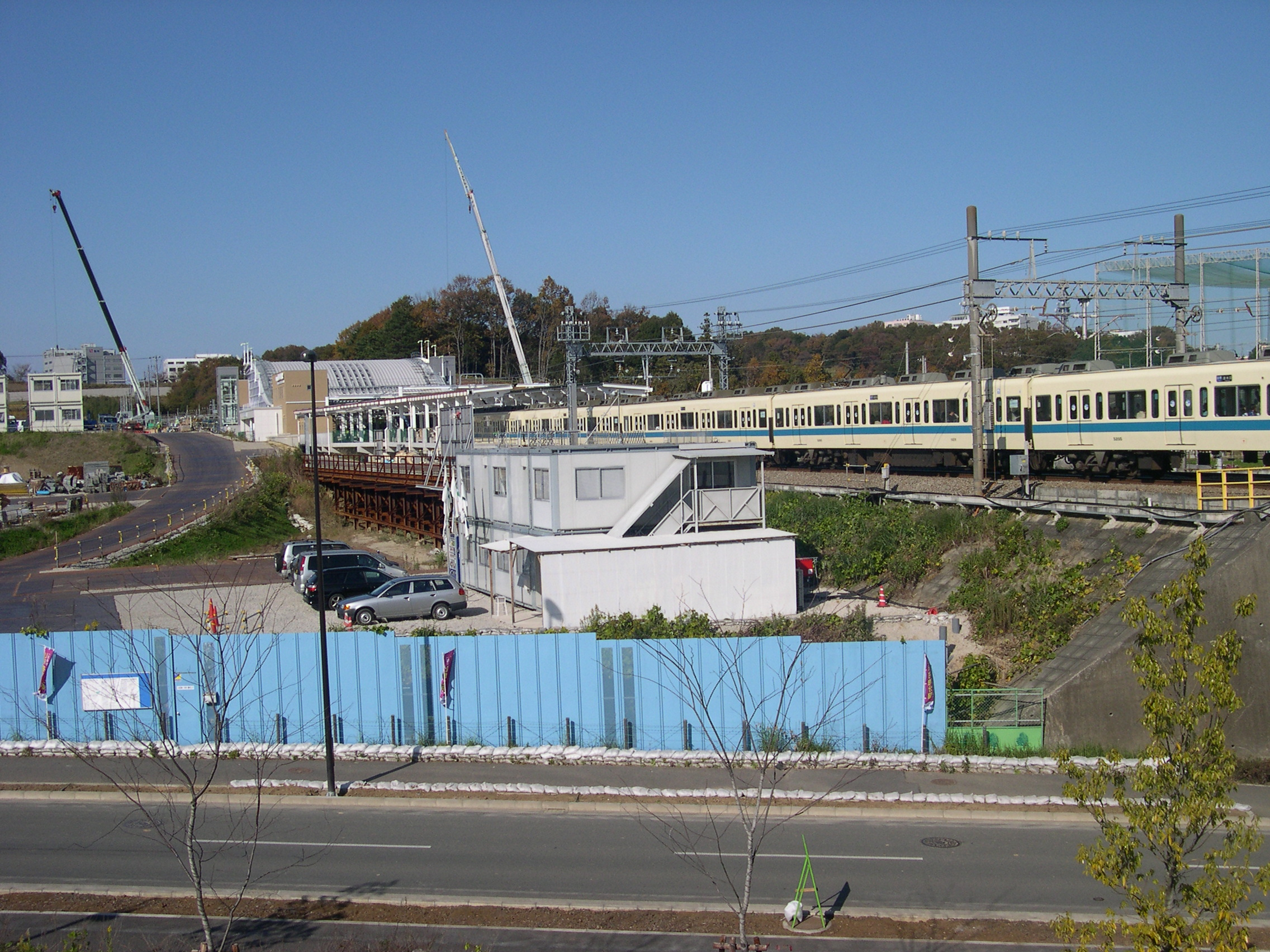
開業2週前（2004年11月）
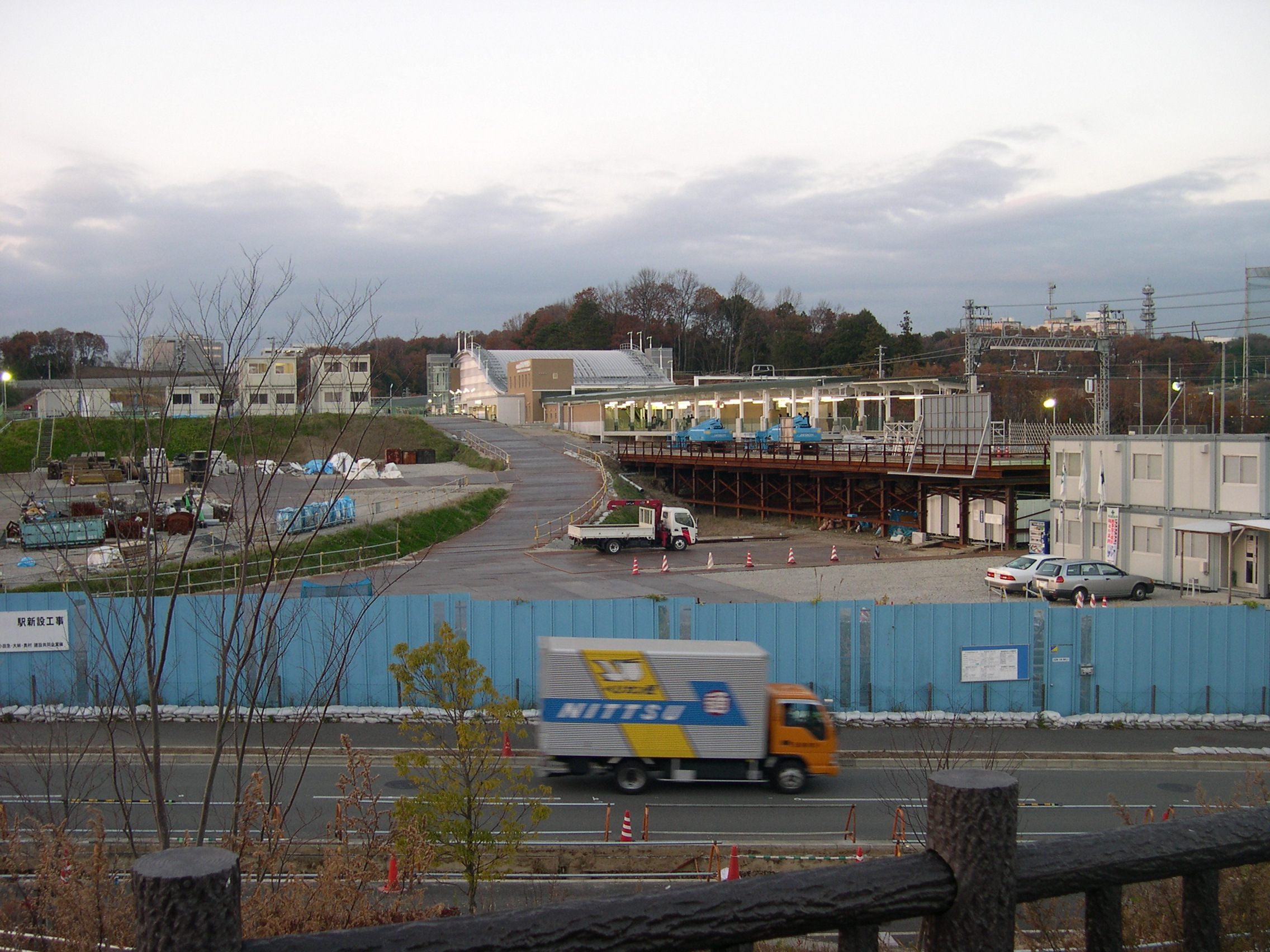
開業日（2004年12月）
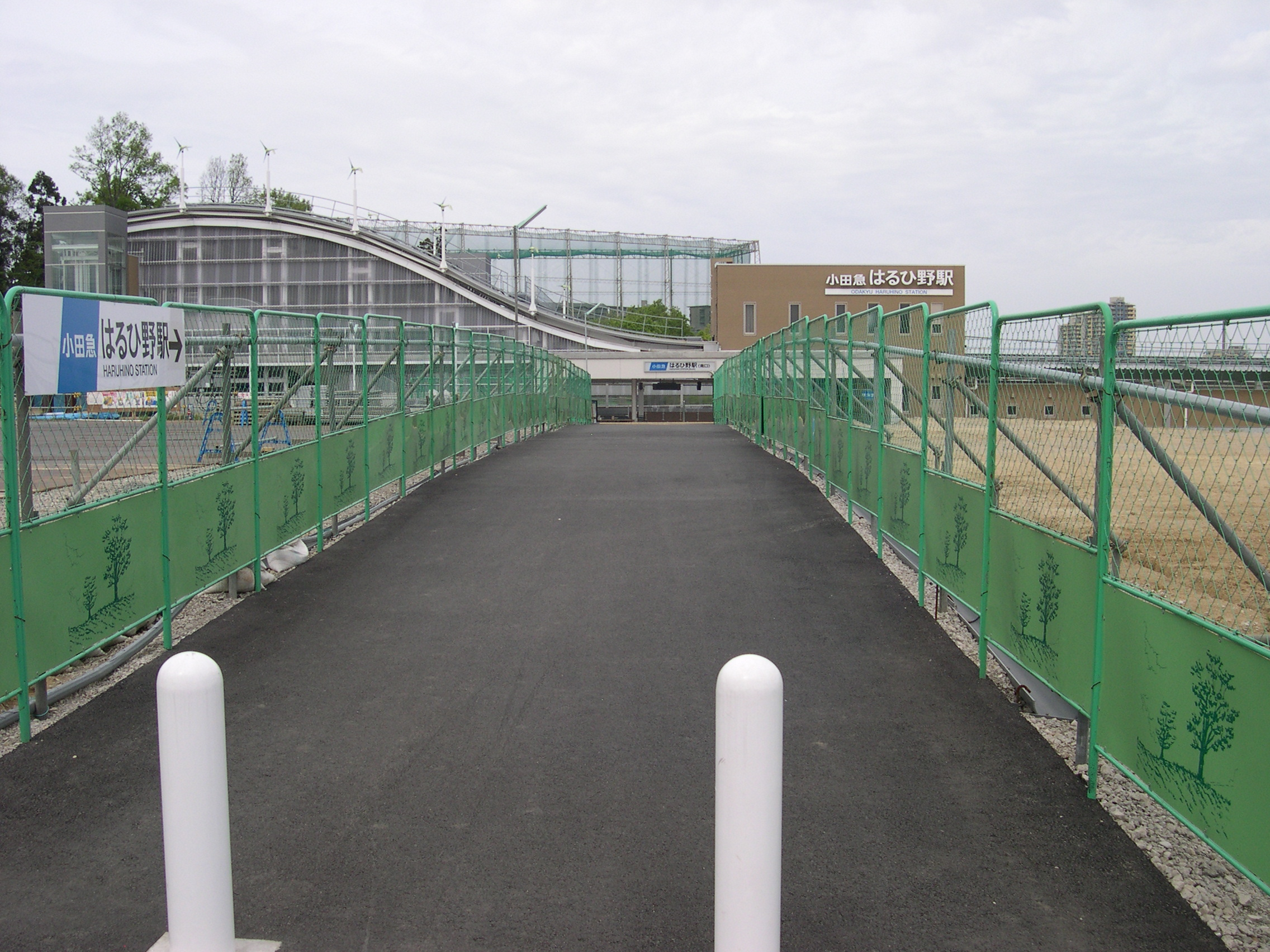
南口站前廣場動工前（2005年5月）
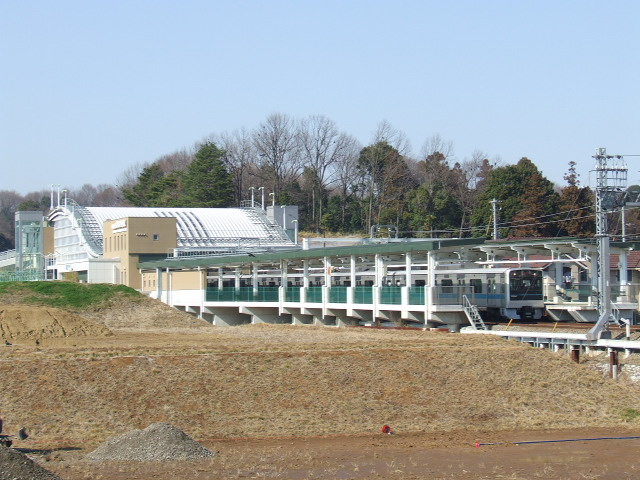
車站全景。屋頂上有風力發電機。前方空地在2012年新建公寓（2007年2月21日）
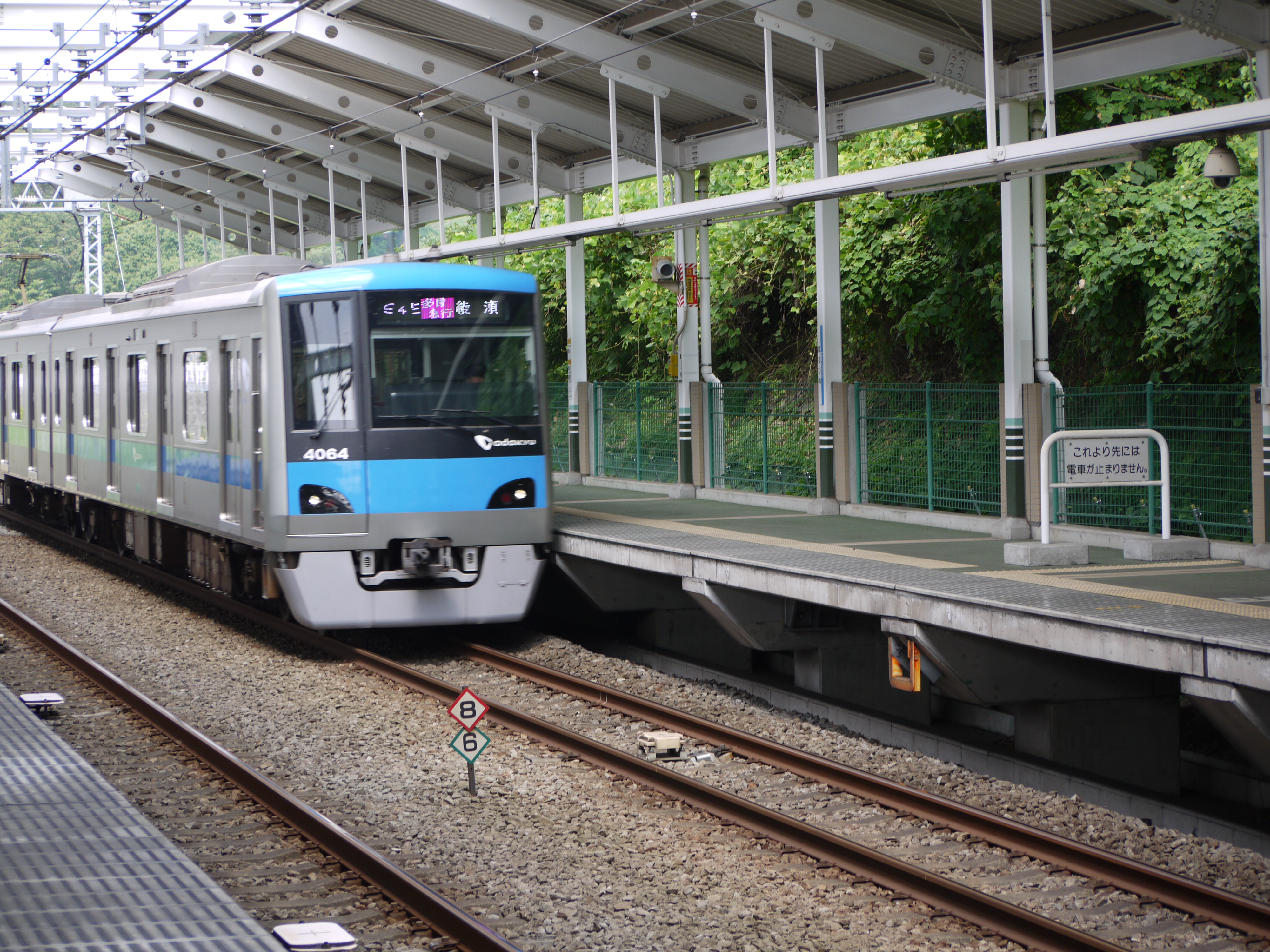
月台（2012年9月）

### 年表
- 1974年（昭和49年）6月1日 - 小田急多摩線開通[17]
- 2000年（平成12年）12月頃 - 小田急規劃新站[8]
- 2002年（平成14年）9月 - 設站說明會[11]
- 2003年（平成15年）
  - 2月14日 - 小田急向國土交通省申請新站許可[11]
  - 11月 - 動工[8]
- 2004年（平成16年）
  - 12月7日 - 開設[8]
  - 12月11日 - 開業[4][12]
- 2008年（平成20年）11月 - 南口站前廣場完成[13][18][14]
- 2011年（平成23年）3月31日 - 稻城市循環巴士（I Bus）開始停靠南口[16]
- 2014年（平成26年）3月15日 - 改點，成為準急停靠站[19][20][註釋 4]

## 站名由來
站名源自於都市基盤整備公團（之後的都市再生機構）開發的住宅區「黑川春日野」（くろかわはるひ野）。為了避免因「黑川」造成與其他車站之間的混淆，選擇以「春日野」作為站名。2006年3月13日，本地實施住居表示，都市再生機構開發地區的町名也改為春日野。至2009年為止，本站是小田急車站中唯一使用平假名的車站。
地名「春日野」本身是2001年（平成13年）4月地主與都市基盤整備公團兩方從「春日野」、「水木野」、「萬葉之丘」三案中選出。「春日野」的「春」取自對新市街成長的期待，「日」代表本地面東向陽的斜坡面，「野」意為廣大土地。為維持其獨特性，「春日野」由都市再生機構登記為商標。

## 車站構造

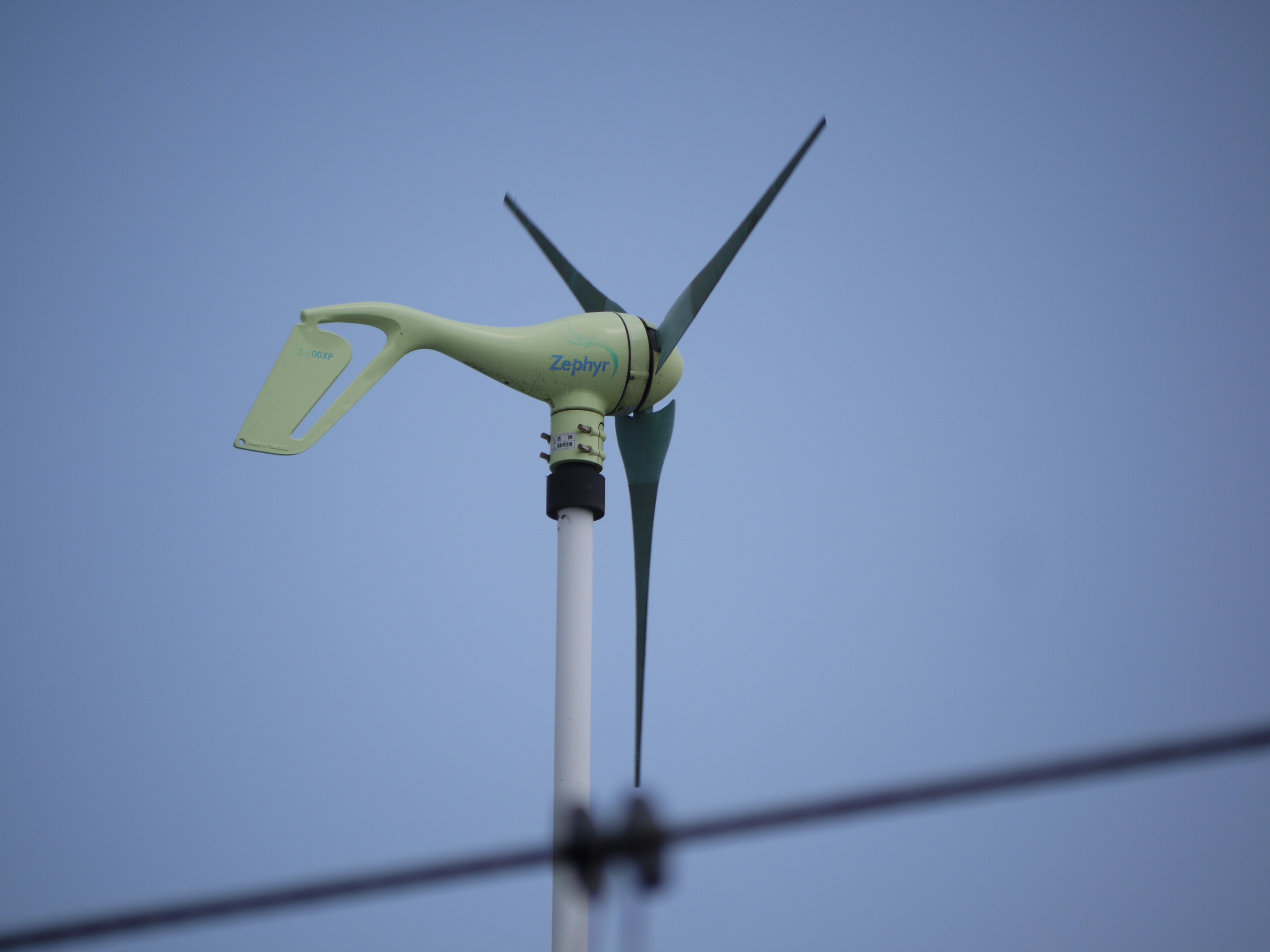
屋頂上設置的小型風力發電機

本站是當時2004年日本國內新站中少見的地面車站，可停靠10輛編組列車的2面2線側式月台構造。兩月台間的天橋在考慮通風、採光的因素下增加大型屋頂。剪票口分為北口與南口兩處，北口在新百合丘方向月台（以下稱上行月台），南口在唐木田方面向月台（以下稱下行月台）。站務室位於南口，站員也僅配置於南口。值勤職間為7:30～11:00與13:00～末班車，其他時間無人執勤。本站設置由10座額定輸出功率400kW的風力發電機與8座額定輸出功率136kW的太陽能電池組成的混合型發電系統，為車站設備電力來源之一，而上行月台屋頂作有部分綠化工程。兩月台之間的天橋設有電扶梯與電梯，上行月台電梯可通至北口。下行月台有無障礙廁所，上行月台為一般廁所。上行月台的候車室配備空調。2010年度於站內設置列車資訊顯示器。本站在2005年入選鐵道建築協會獎。

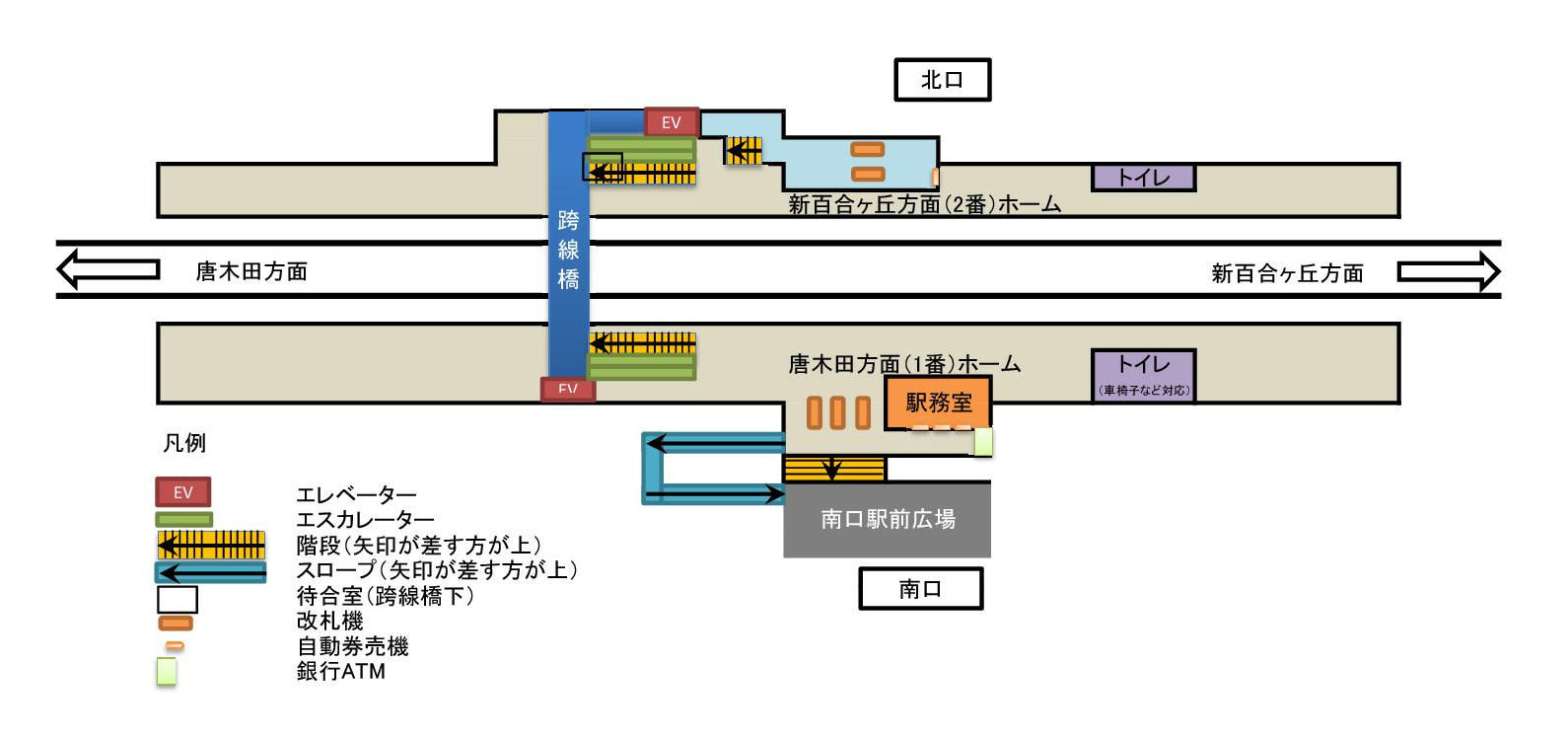
春日野站內簡圖

春日野站圖片
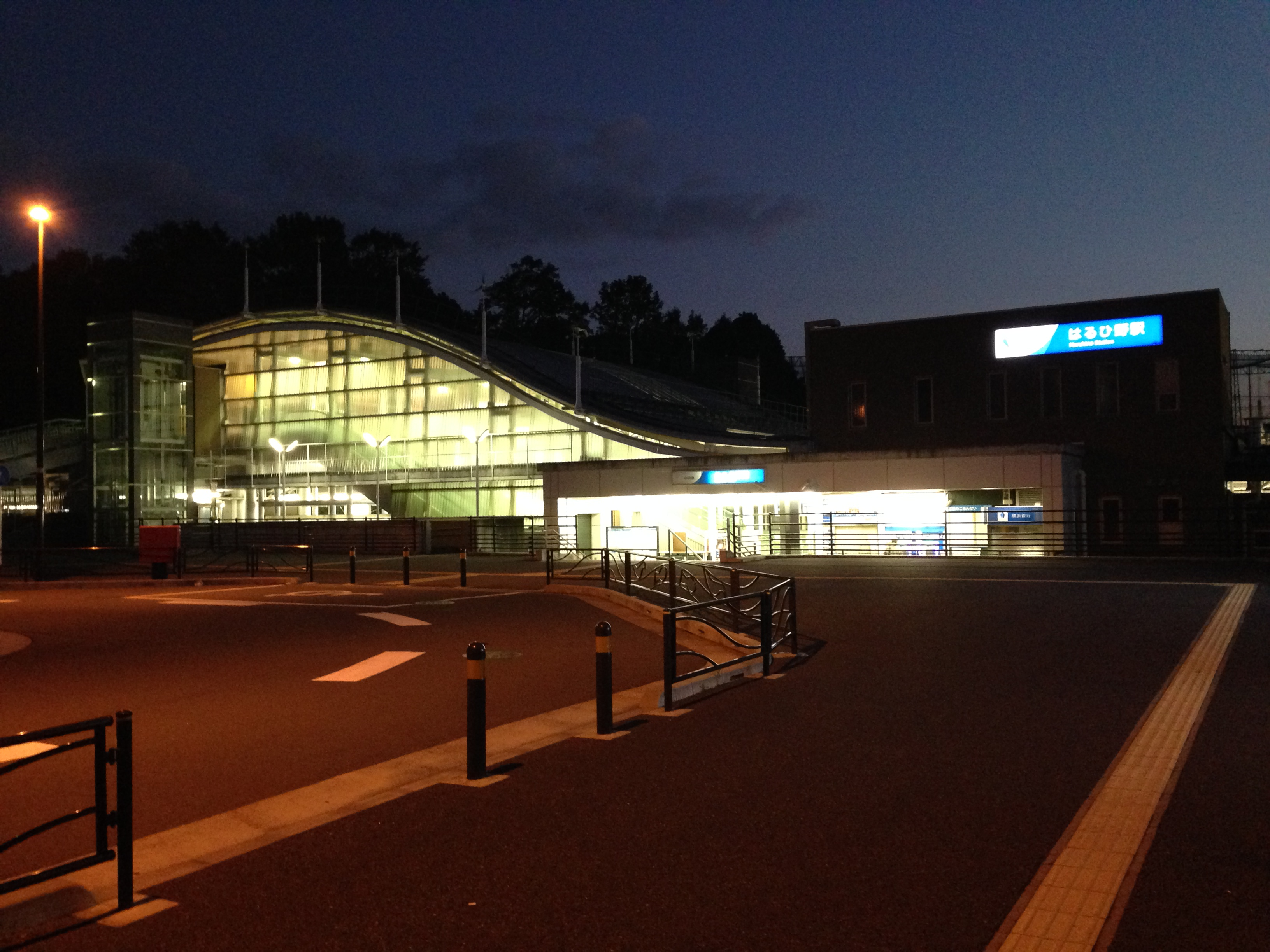
早晨的春日野站（2013年10月）
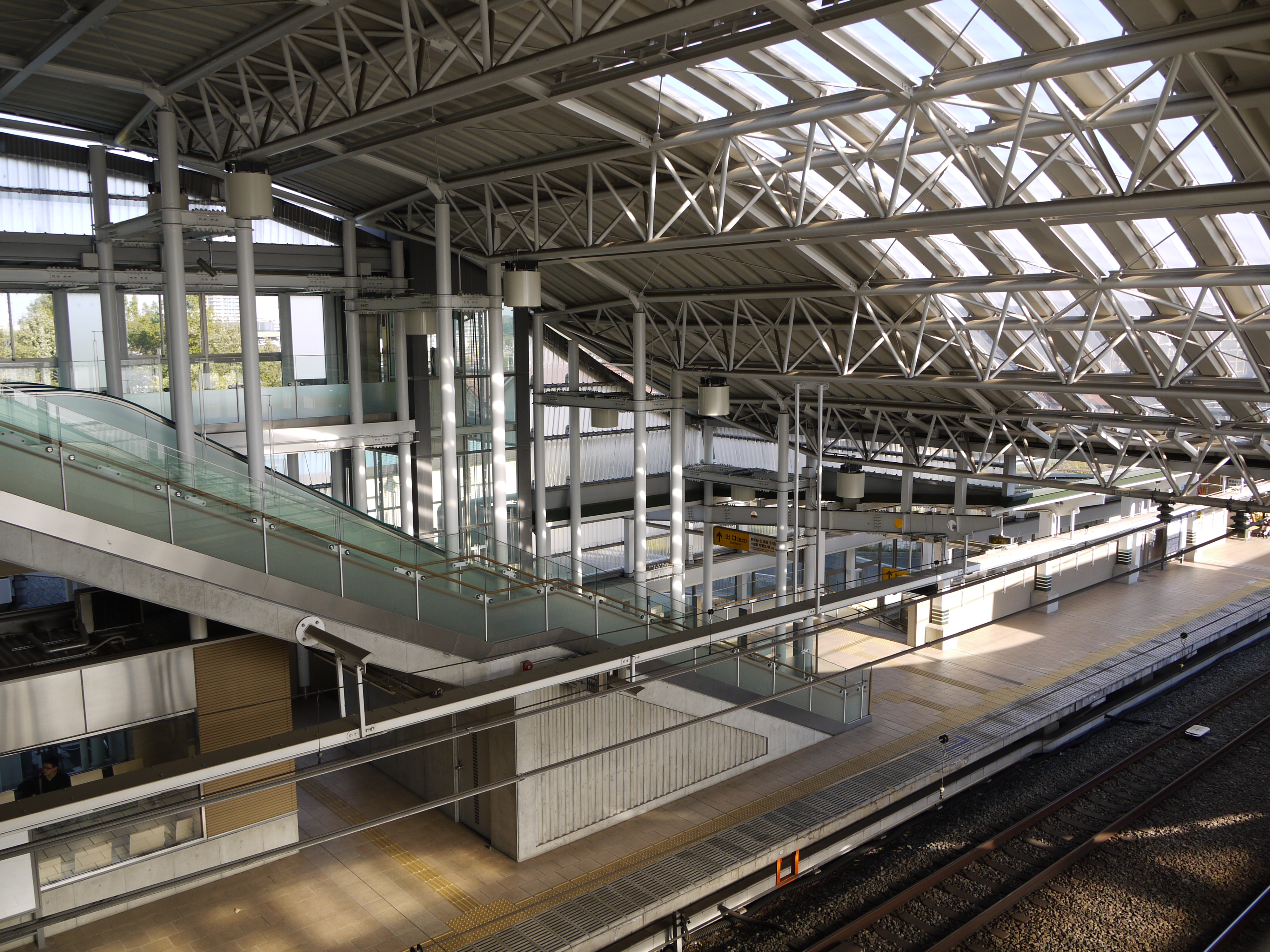
屋頂覆蓋的月台天橋（2012年11月1日）
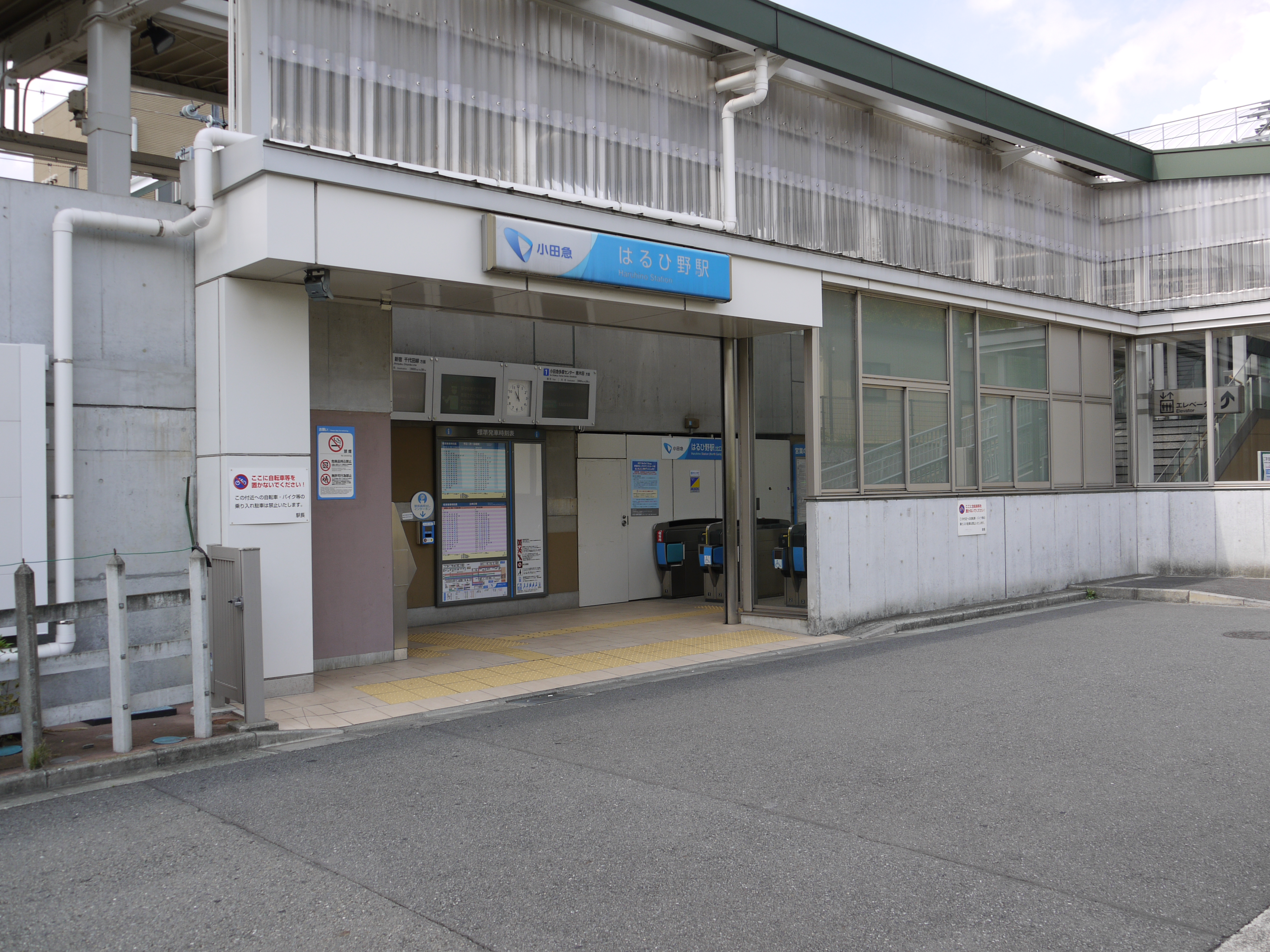
北口（2012年9月8日）
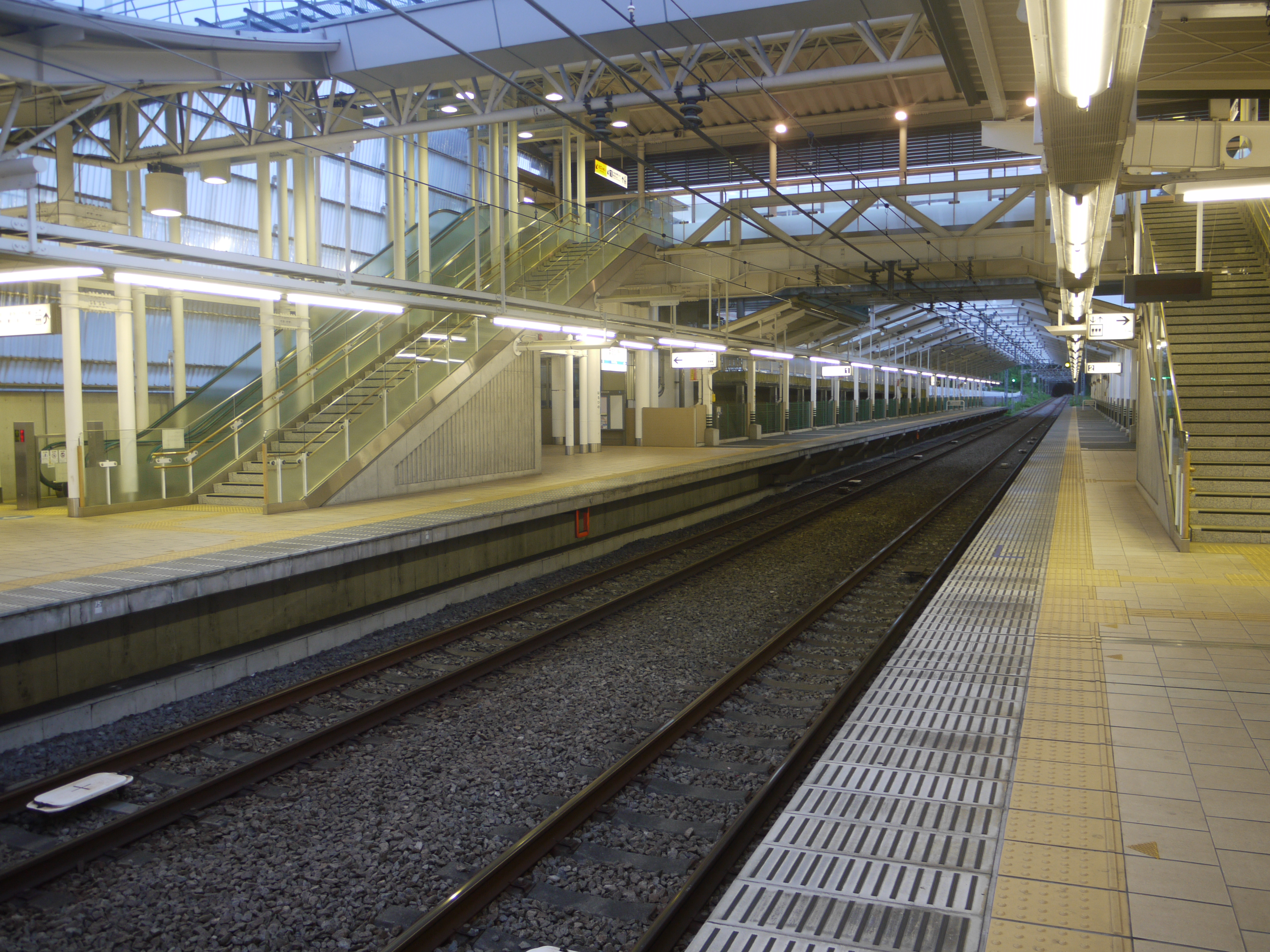
月台全景（2012年8月）
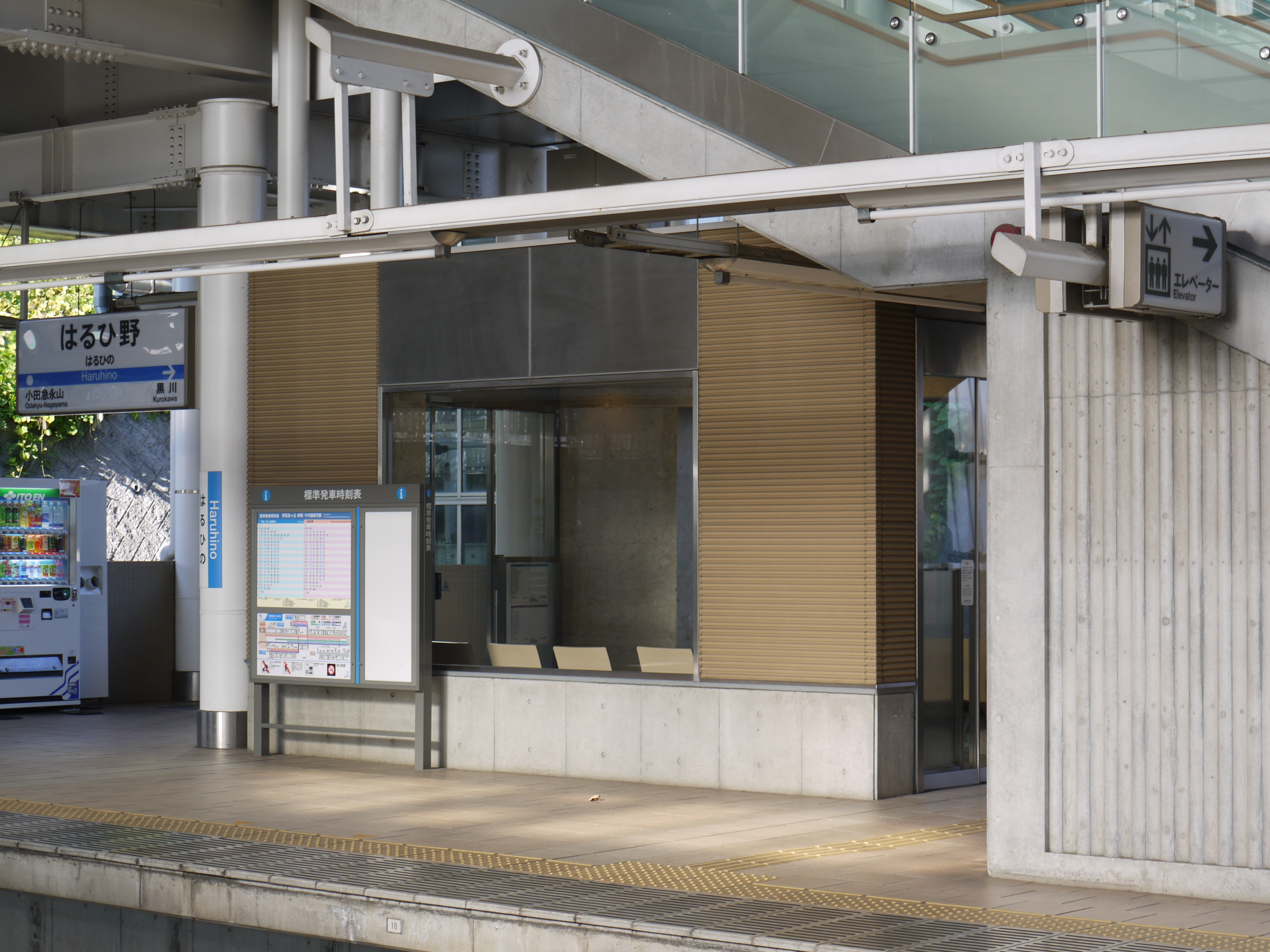
上行月台的候車室（2012年11月）
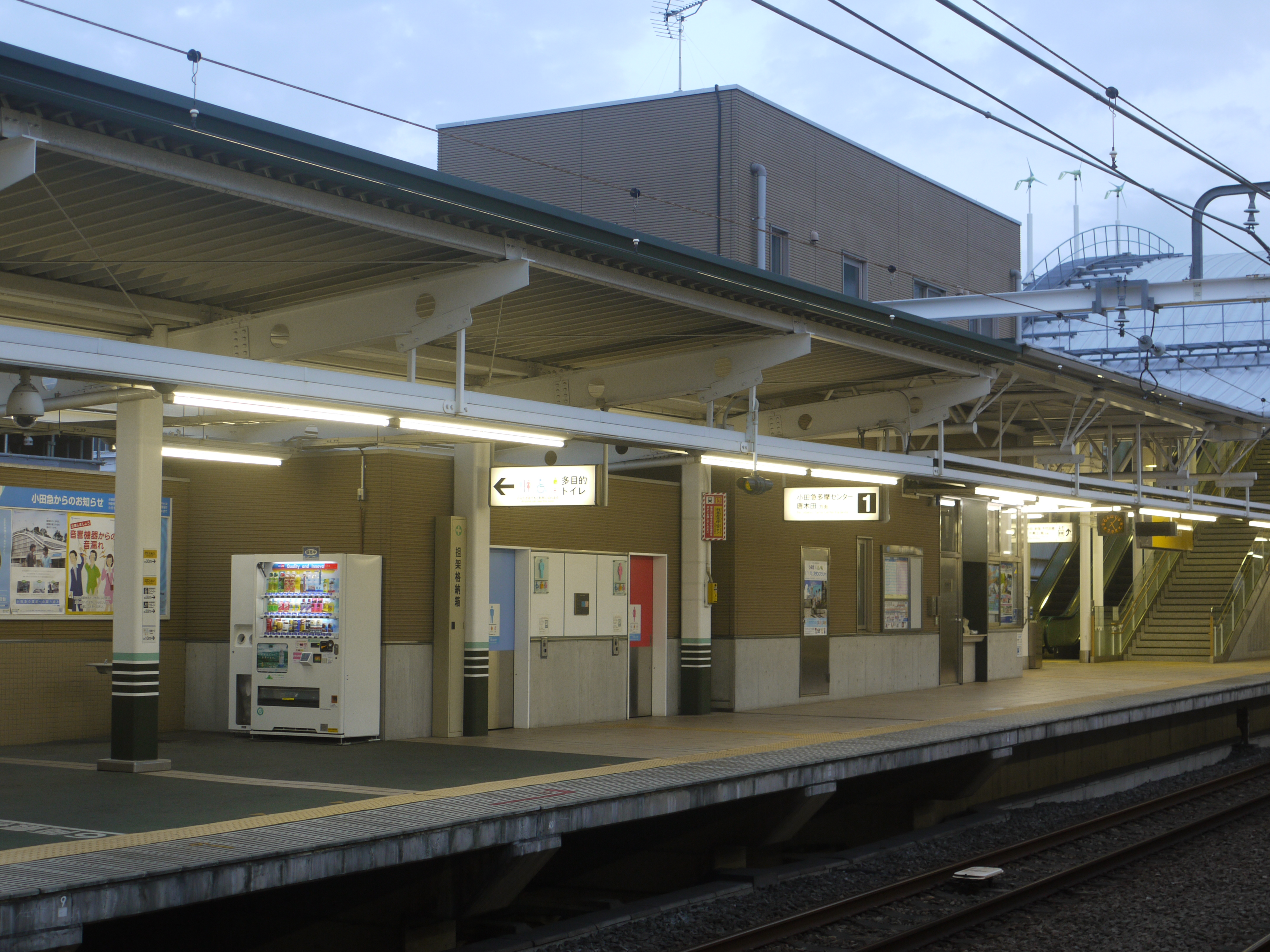
月台方向所見的站務室（2012年8月）

| 月台 | 路線   | 方向 | 目的地                       |
| ---- | ------ | ---- | ---------------------------- |
| 1    | 多摩線 | 下行 | 唐木田方向                   |
| 2    | 多摩線 | 上行 | 新百合丘、新宿、千代田線方向 |

## 利用狀況
2017年度1日平均上下車人次為9,865人。開業以來的上下車人次、上車人次變化如下表。
| 年度               | 1日平均 上下車人次 | 增長率 | 來源                  |
| ------------------ | ------------------ | ------ | --------------------- |
| 2004年（平成16年） | 1,219              |        | [ 乗降人員データ 1 ]  |
| 2005年（平成17年） | 2,461              | 101.9% | [ 乗降人員データ 2 ]  |
| 2006年（平成18年） | 3,461              | 40.6%  | [ 乗降人員データ 3 ]  |
| 2007年（平成19年） | 4,589              | 32.6%  | [ 乗降人員データ 4 ]  |
| 2008年（平成20年） | 5,771              | 25.8%  | [ 乗降人員データ 5 ]  |
| 2009年（平成21年） | 6,384              | 10.6%  | [ 乗降人員データ 6 ]  |
| 2010年（平成22年） | 6,784              | 6.3%   | [ 乗降人員データ 7 ]  |
| 2011年（平成23年） | 7,186              | 5.9%   | [ 乗降人員データ 8 ]  |
| 2012年（平成24年） | 8,067              | 12.3%  | [ 乗降人員データ 9 ]  |
| 2013年（平成25年） | 8,855              | 9.8%   | [ 乗降人員データ 10 ] |
| 2014年（平成26年） | 9,031              | 2.0%   | [ 乗降人員データ 11 ] |
| 2015年（平成27年） | 9,325              | 3.3%   | [ 乗降人員データ 12 ] |
| 2016年（平成28年） | 9,628              | 3.2%   | [ 乗降人員データ 13 ] |
| 2017年（平成29年） | 9,865              | 2.5%   |                       |

| 年度               | 1日平均 上車人次 | 來源                 |
| ------------------ | ---------------- | -------------------- |
| 2004年（平成16年） | 627              | [ 乗車人員データ 1 ] |
| 2005年（平成17年） | 1,002            | [ 乗車人員データ 1 ] |
| 2006年（平成18年） | 1,600            | [ 乗車人員データ 1 ] |
| 2007年（平成19年） | 2,159            | [ 乗車人員データ 1 ] |
| 2008年（平成20年） | 2,749            | [ 乗車人員データ 2 ] |
| 2009年（平成21年） | 3,123            | [ 乗車人員データ 2 ] |
| 2010年（平成22年） | 3,373            | [ 乗車人員データ 2 ] |
| 2011年（平成23年） | 3,521            | [ 乗車人員データ 2 ] |
| 2012年（平成24年） | 3,953            | [ 乗車人員データ 3 ] |

## 車站周邊

### 周邊設施
1992年（平成4年）11月開發以前，本站周邊多為未開發之山林。此地的開發構想起於1973年（昭和48年），但由於遲遲無法與地主達成共識，重新規劃後也遭到民眾反對，使得本地在構想提出30年後的2003年（平成15年）11月才開始開放入住。
春日野全區皆作為住宅地開發，規劃行政商業設施的兩區劃中，其中一區也轉為集合住宅，南口前行政商業設施區劃有大型藥局與超市入駐的春日野購物中心，北口附近則有小田急集團的Ristorande Abete（リストランテ アベーテ）。南口還有被稱為春日野醫療村的診所藥局區、中小學合建的川崎市立春日野小學校與春日野中學校。最初還計畫引進幼稚園與消防署，但2001年11月川崎市拒絕收購公共用地，之後歷經數次計畫變更，2005年2月市議會決議在現址建設中小學。目前南口附近已有私立幼兒園與社會福祉法人營運的保育園。車站東北方的縣道上麻生連光寺線沿線有許多連鎖餐廳，京王若葉台高爾夫練習場也在步行圈內。縣道上麻生連光寺線往下為京王相模原線若葉台站，從本站北口步行前往需約10分鐘。

春日野站周邊圖片
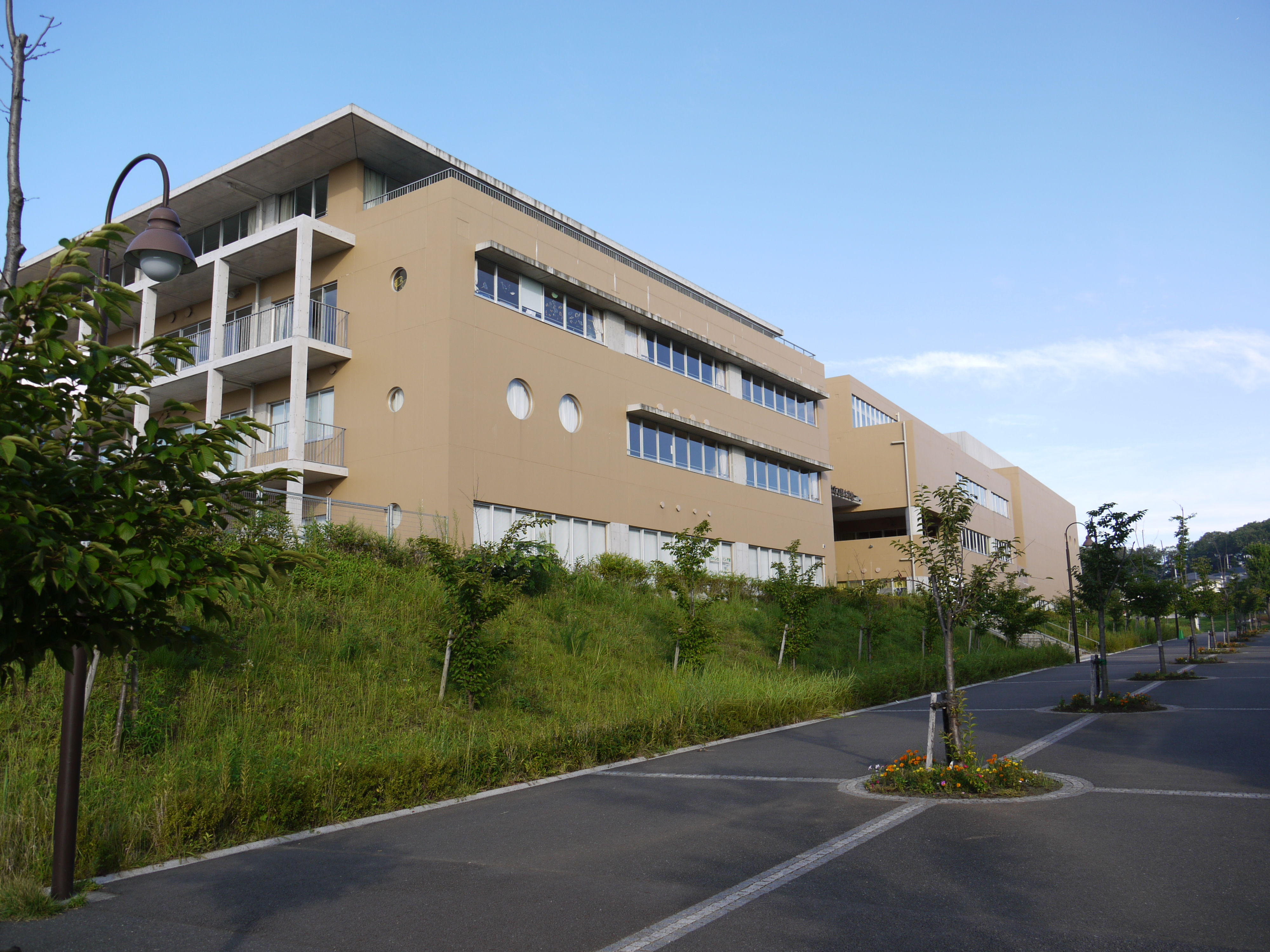
春日野小學校、春日野中學校（2012年9月）
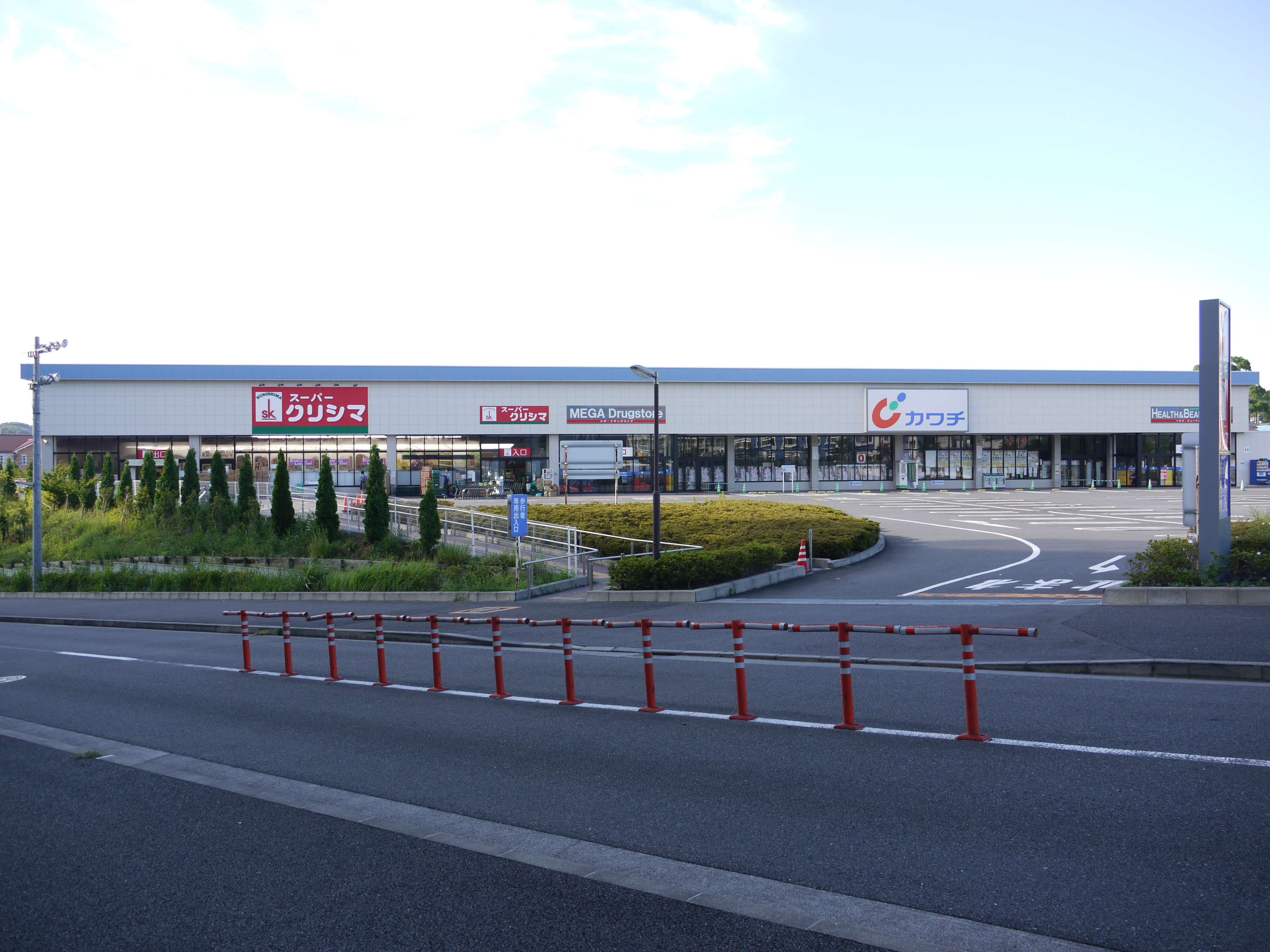
春日野購物中心（2012年9月）
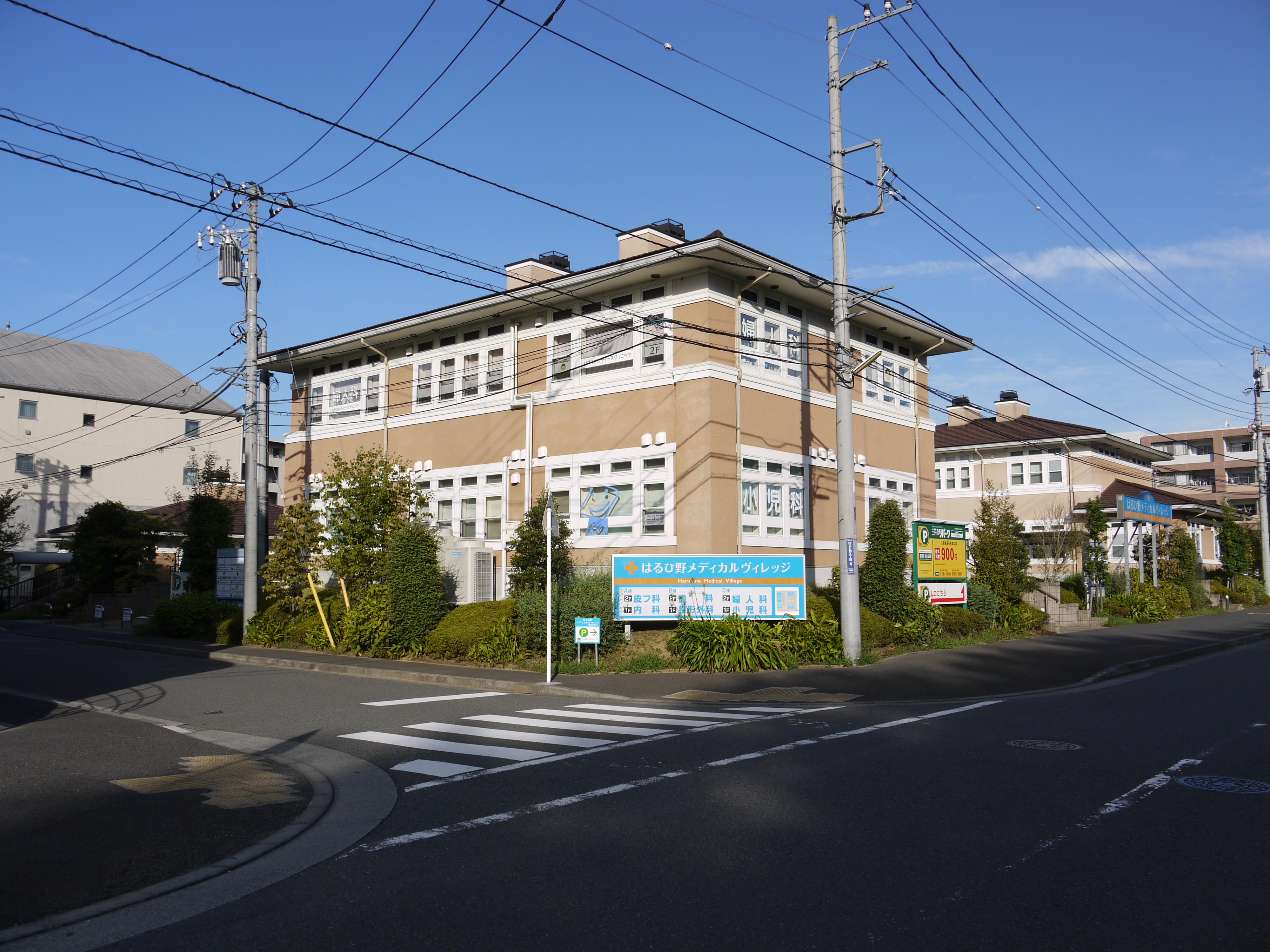
春日野醫療村（2012年9月）
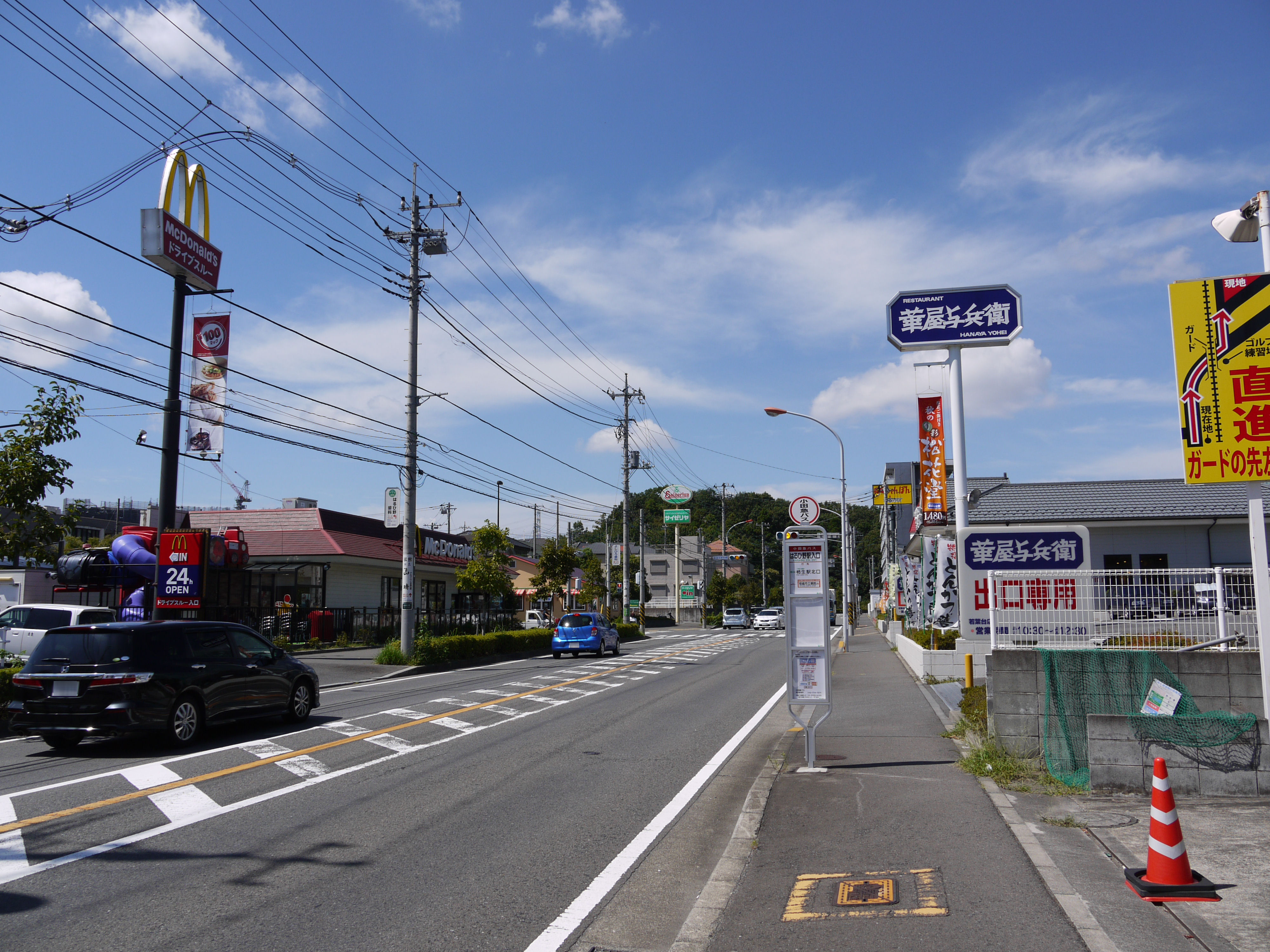
縣道上麻生連光寺線旁的餐飲店（2012年9月）
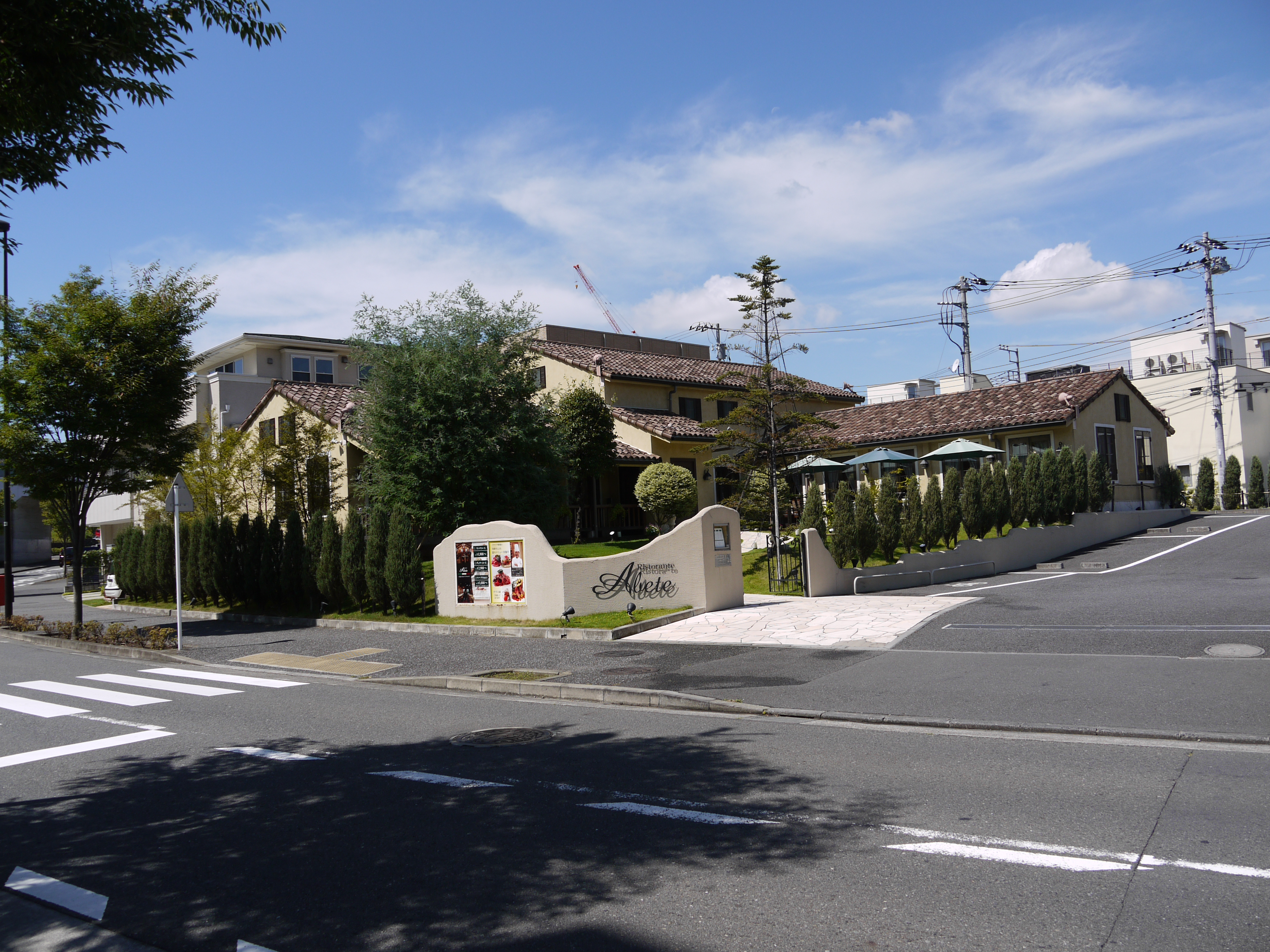
Ristorande Abete（2012年9月）

### 巴士路線
南口站前廣場有春日野站巴士站，可搭乘委託小田急巴士運行的稻城市循環巴士（I Bus）前往稻城市立醫院。距離本站步行5分鐘的縣道麻生連光寺線上有巴士站春日野站入口，可搭乘小田急巴士柿24系統前往若葉台站或柿生站北口、I Bus往稻城市立醫院或春日野站。

バス路線
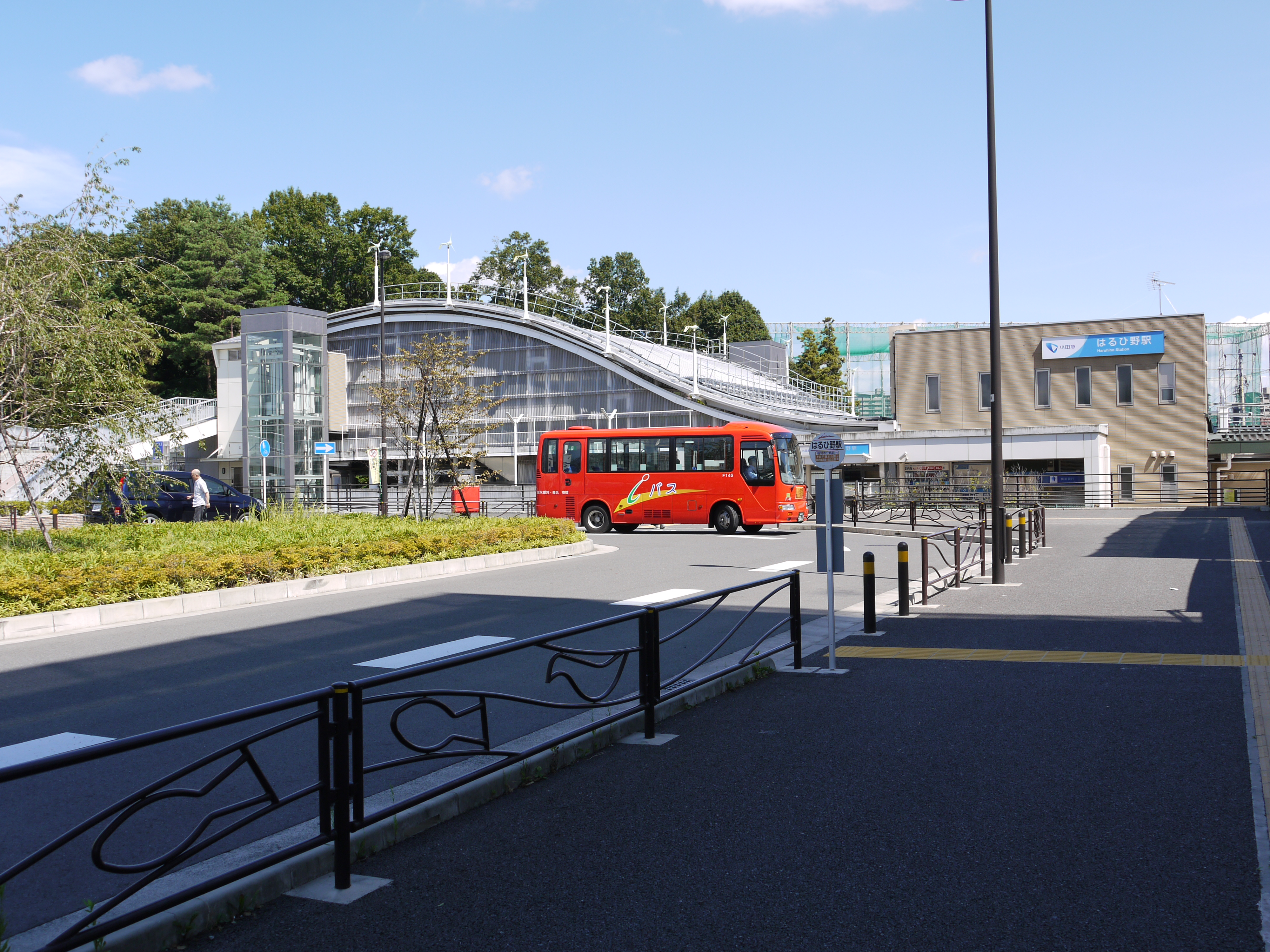
春日野站南口停車的I Bus（2012年9月）。
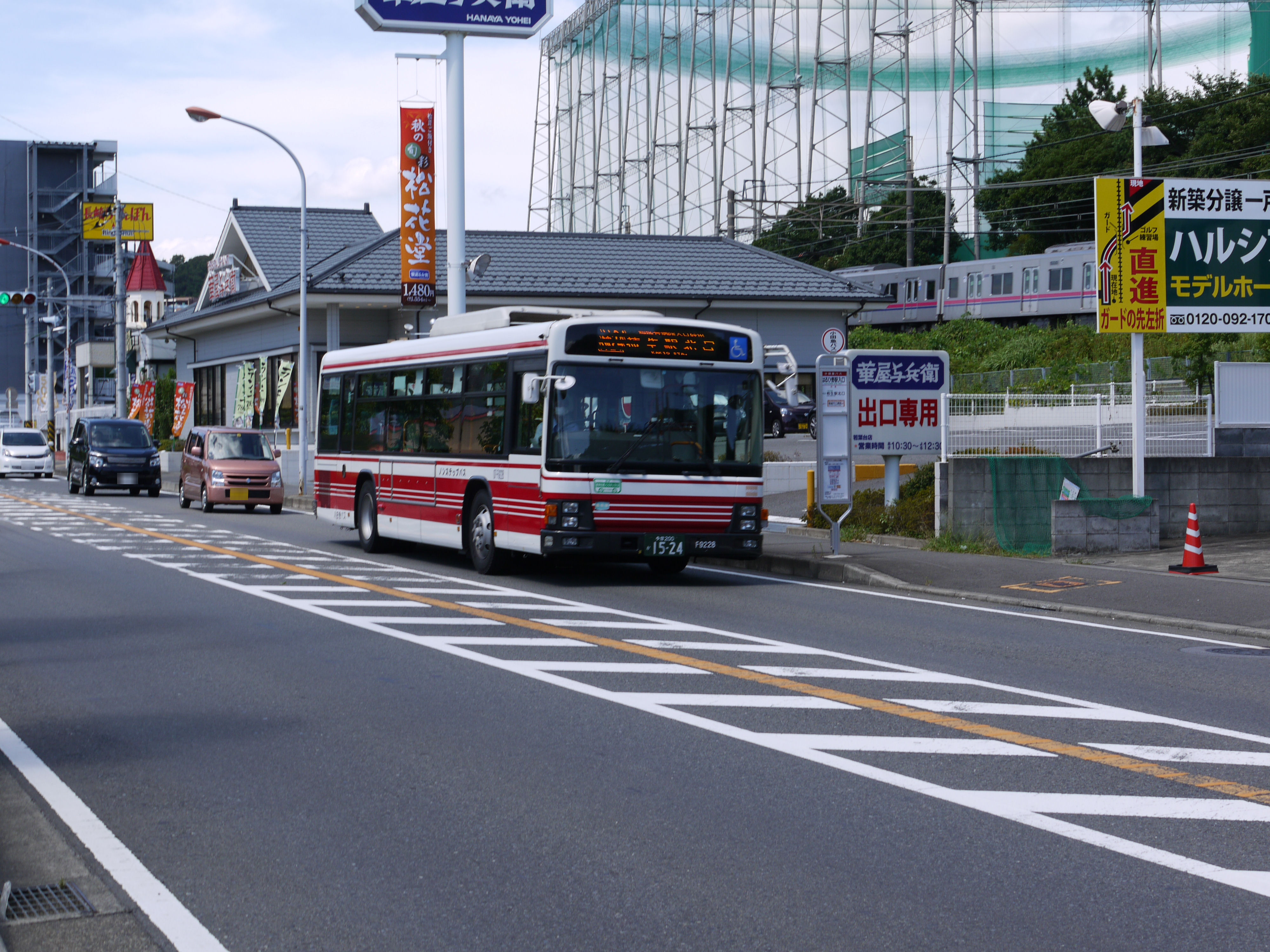
通過春日野站入口巴士站的柿24系統（2012年9月）

## 相鄰車站
小田急電鐵
 多摩線
■快速急行、□通勤急行、■急行
通過
■各站停車
黑川（OT 03）－春日野（OT 04）－小田急永山（OT 05）

### 備註
1. ↑  在如同春日野開發正史的《春日野開發與地域紀錄》 p33中記載「包含川崎市或當地地主都未想到（設站）」，意指小田急是在沒有機構、地主的委託下獨立建設新站，但申請核准時的報導資料為「受到都市基盤整備公團委託設置新站」，兩者說法不同。
2. ↑  實際上是小田急電鐵提出事業基本計劃變更的許可申請。
3. ↑  《春日野開發與地域紀錄》 p29為初期的土地利用計畫圖，《春日野開發與地域紀錄》 p33為最後的土地利用計畫圖，本站實際建設地點並非原先的保留用地，這是為了保存小田急永山方向北側京王相模原線與小田急多摩線之間的三澤川支流水源地（《春日野開發與地域紀錄》 p35），而將車站改到現在的位置。
4. ↑  2014年3月15日改點後，多摩線準急僅平日早晨下行1班。
5. ↑  除本站外，多摩線全站皆為跨站式站房或高架車站。另外，本站動工的2003年當時全部車站都只有一處剪票口。多摩中心站東口剪票口在2004年11月設置，新百合丘站中央東剪票口在2008年3月設置，因此只有本站在開業時擁有2處剪票口。

### 來源

#### 內文來源
1. ↑  . 小田急電鉄.   [2016-06-21]. （原始内容存档于2016-03-05）.
2. 1 2 3 4 5 6 7 8 9  . 小田急電鉄.   [2012-09-02]. （原始内容存档于2014-07-14）.
3. 1 2 3 4 5  . k-press.   [2012-10-28]. （原始内容存档于2020-11-27）.
4. 1 2 3 4  『鉄道ファン』通巻527号 p.192
5. 1 2 3 4 5  . 篠田義男建築研究所.   [2012-10-28]. （原始内容存档于2016-03-04）.
6. 1 2  . 一般社団法人 鉄道建築協会.   [2012-10-28]. （原始内容存档于2010-05-31）.
7. 1 2 3 4  『はるひ野開發と地域の記録』 p.29
8. 1 2 3 4 5 6 7 8  『はるひ野開發と地域の記録』 p.33
9. 1 2 3  『はるひ野開發と地域の記録』 p.31
10. 1 2 3 4 5  『はるひ野開發と地域の記録』 p.32
11. 1 2 3  『はるひ野開發と地域の記録』 p.26
12. 1 2 3  『鉄道ピクトリアル』通巻829号 p.212
13. 1 2  . 川崎市.   [2012-11-01]. （原始内容存档于2019-09-16）.駅前広場などの計画案の公示。駅開業の4年近く後に計画が策定されている。
14. 1 2   (PDF). 川崎市.   [2012-11-01]. （原始内容存档 (PDF)于2016-03-05）.
15. ↑   (PDF). 川崎市.   [2012-09-06].[永久]
16. 1 2  . 稲城市.   [2012-09-06].[永久]この路線の平成22年度の合計利用人数が1日平均人数と同値であることから、同年度の営業日が1日だけ、つまり3月31日開設であることが分かる。
17. ↑  『鉄道ピクトリアル』通巻829号 p.92
18. ↑   (PDF). 川崎市.   [2012-11-01]. （原始内容存档 (PDF)于2016-03-04）.站前廣場等計畫公告
19. 1 2   (PDF). 小田急電鉄. 2013-12-24  [2014-03-15]. （原始内容存档 (PDF)于2014-07-31）.
20. ↑   (PDF). 小田急電鉄. 2013-12-20  [2014-03-15]. （原始内容存档 (PDF)于2019-05-27）.
21. ↑  『はるひ野開發と地域の記録』 p.34
22. ↑  『はるひ野開發と地域の記録』 p.27
23. ↑  『小田急の駅 今昔・昭和の面影』 p.167
24. ↑  『黒川地区「愛称」選考について』 平成13年4月22日
25. ↑  「黒川特定土地区画整理区域の新町界・町名(案)について」 新町名地番検討会 2004年6月発行
26. ↑  . 特許庁.   [2012-05-07].
27. ↑  『新駅「はるひ野（仮称）」の概要が決定』小田急電鉄報道発表資料 2003年12月11日
28. ↑   (pdf). 小田急電鉄.   [2012-09-02].[永久]
29. ↑  . 小田急電鉄.   [2012-09-02]. （原始内容存档于2020-12-03）.
30. ↑  . 小田急電鉄.   [2012-09-06]. （原始内容存档于2016-03-05）.
31. ↑  各年度上下車人次、增加率數據採用小田急網站 （页面存档备份，存于）發表的資料。
32. 1 2  『はるひ野開發と地域の記録』 p.30
33. ↑  . 株式会社カワチ薬品.   [2012-09-05]. （原始内容存档于2018-10-26）.
34. ↑   (PDF). 株式会社クリシマ.   [2012-09-05]. （原始内容 (PDF)存档于2009-03-20）.
35. ↑   (PDF). 川崎市長.   [2012-09-05].[永久]ショッピングセンターの大店法申請、この時点では名称が仮称。
36. ↑   (PDF). 川崎市.   [2012-09-05].[永久]
37. ↑  . ジローレストランシステム株式会社.   [2012-09-06]. （原始内容存档于2020-12-05）.
38. ↑   (PDF). 川崎市.   [2012-09-05].[永久]メディカルヴィレッジに入居する診療所が記載されている
39. ↑  . 株式会社富士薬品.   [2012-09-07]. （原始内容存档于2007-11-09）.
40. ↑  . 川崎市教育委員会教育施設課.   [2012-09-05]. （原始内容存档于2011-03-15）.
41. ↑  . バディスポーツ幼児園.   [2012-09-05].[永久]
42. ↑  . 社会福祉法人 春献美会.   [2012-09-06].[永久]
43. ↑  . 社会福祉法人 春献美会.   [2012-09-06].[永久]
44. ↑  . 日本マクドナルド.   [2012-09-04]. （原始内容存档于2015-03-24）.
45. ↑  . 株式会社リンガーハット.   [2012-09-04]. （原始内容存档于2012-10-08）.
46. ↑  . 株式会社華屋与兵衛.   [2012-09-04].[永久]
47. ↑  . 株式会社サイゼリヤ.   [2012-09-04]. （原始内容存档于2019-12-07）.
48. ↑  . 株式会社 西松屋チエーン.   [2012-09-04]. （原始内容存档于2013-01-15）.
49. ↑  . 京王若葉台ゴルフ練習場.   [2012-09-02]. （原始内容存档于2012-11-15）.
50. 1 2   (PDF). 稲城市.   [2012-09-02]. （原始内容 (pdf)存档于2013-04-18）.
51. ↑  . 稲城市.   [2012-09-02]. （原始内容 (pdf)存档于2010-01-28）.
52. (PDF). 小田急電鉄.   [2013-12-25]. （原始内容存档 (PDF)于2016-03-05）.

#### 利用狀況來源
小田急電鐵1日平均上下車人次
1. ↑  . 小田急電鉄.   [2016-11-05]. （原始内容存档于2016-03-05）.

各年度1日平均上下車人次
1. ↑   (PDF). 関東交通広告協議会: 4.   [2015-09-09]. （原始内容 (PDF)存档于2016-03-04）.
2. ↑   (PDF). 関東交通広告協議会: 4.   [2015-09-09]. （原始内容 (PDF)存档于2013-10-14）.
3. ↑   (PDF). 関東交通広告協議会: 4.   [2015-09-09]. （原始内容 (PDF)存档于2015-09-08）.
4. ↑   (PDF). 関東交通広告協議会: 4.   [2015-09-09]. （原始内容 (PDF)存档于2016-03-04）.
5. ↑   (PDF). 関東交通広告協議会: 42.   [2015-09-09]. （原始内容存档 (PDF)于2019-12-07）.
6. ↑   (PDF). 関東交通広告協議会: 4.   [2015-09-09]. （原始内容存档 (PDF)于2019-11-20）.
7. ↑   (PDF). 関東交通広告協議会: 4.   [2015-09-09]. （原始内容存档 (PDF)于2021-01-18）.
8. ↑   (PDF). 関東交通広告協議会: 4.   [2015-09-09]. （原始内容存档 (PDF)于2019-12-07）.
9. ↑   (PDF). 関東交通広告協議会: 4.   [2015-09-09]. （原始内容存档 (PDF)于2019-11-12）.
10. ↑   (PDF). 関東交通広告協議会: 4.   [2015-09-09]. （原始内容存档 (PDF)于2019-11-21）.
11. ↑   (PDF). 関東交通広告協議会: 4.   [2016-11-05]. （原始内容 (PDF)存档于2016-11-05）.
12. ↑   (PDF). 関東交通広告協議会: 4.   [2016-11-05]. （原始内容存档 (PDF)于2019-11-15）.
13. ↑   (PDF). 関東交通広告協議会: 4.   [2018-09-23]. （原始内容存档 (PDF)于2019-12-08）.

各年度1日平均上車人次
1. ↑  . 川崎市. 2010-03-04  [2015-09-09]. （原始内容存档于2016-03-04）. 掲載場所:ページ中段。13 交通・運輸および通信。1 市内鉄道各駅の乗車人員。
2. ↑  . 川崎市. 2014-03-26  [2015-09-09]. （原始内容存档于2016-03-04）. 該当箇所:1 市内鉄道各駅の乗車人員。
3. ↑  . 川崎市. 2015-03-24  [2015-09-09]. （原始内容存档于2015-04-29）. 該当箇所:1 市内鉄道各駅の乗車人員。

## 延伸閱讀

### 書籍
- はるひ野開発と地域の記録編集委員会. . 黒川特定土地区画整理事業地権者会. 2006.
- 生方良雄. . JTBパブリッシング. 2009. ISBN 9784533075629.

### 雜誌
- 《鉄道ファン》通巻527号（2005年3月・交友社）
  - : 192.
- 《鉄道ピクトリアル》通巻829号（2010年1月・電気車研究会）「特集 小田急電鉄」
  - 鉄道ピクトリアル編集部. : 92–93.
  - 杉田 弘志. : 204–219.

## 外部連結
- 春日野 - 小田急電鐵